# Eline Jurg
Eline Jurg (* 30. Mai 1973 in Rotterdam, Niederlande) ist eine ehemalige niederländische Bobfahrerin, die an den Olympischen Winterspielen 2002 in Salt Lake City und den Olympischen Winterspielen 2006 in Turin teilnahm. Sie nahm daneben an den Weltmeisterschaften und internationalen Wettkämpfen im Zweierbob teil.

## Karriere

### Olympische Spiele
Eline Jurg gehörte im Jahr 2002 in Salt Lake City bei den Olympischen Winterspielen 2002 zum niederländischen Aufgebot im Zweierbob. Zusammen mit ihrer Mannschaftskameradin Nannet Kiemel-Karenbeld absolvierte sie den olympischen Wettkampf am 19. Februar 2002 im Utah Olympic Park Track und belegte im Bob Niederlande 1 den 6. Platz von fünfzehn teilnehmenden Zweierbobs mit einer Gesamtzeit von 1:39,18 min aus zwei Wertungsläufen.
Bei den Olympischen Winterspielen 2006 in Turin gehörte Jurg zusammen mit Kitty van Haperen erneut zum niederländischen Aufgebot im Zweierbob. Den olympischen Wettkampf am 20. Februar 2006 auf der olympischen Bobbahn absolvierten sie im Bob Niederlande 2 in einer Gesamtzeit von 3:52,90 min aus vier Wertungsläufen auf dem 11. Platz.

### Weltmeisterschaften
Jurg nahm an der 53. Bob- und Skeleton-Weltmeisterschaften 2005 in Calgary im Zweierbob zusammen mit Christel Bertens teil. In ihrem Wettkampf am 25. und 26. Februar 2005 erreichte sie mit einer Gesamtzeit von 3:44,52 min den 9. Platz von 23 gestarteten Zweierbobs.
Eine weitere Teilnahme war die 54. Bob-Weltmeisterschaft 2007 in St. Moritz im Zweierbob zusammen mit Urta Rozenstruik. In ihrem Wettkampf am 2. und 3. Februar 2007 erreichte sie mit einer Gesamtzeit von 4:38,61 min den 10. Platz von insgesamt 23 gestarteten Zweierbobs.